# 空中花園 (電影)
《空中花園》是台灣導演鴻鴻於2001年的電影作品，由鴻鴻導演的服裝音樂劇場發展而來，片中大量使用小劇場演員，電影由三個部分組成:訪問、劇情、幻想三者交織剪輯。本片獲得行政院新聞局民國八十九年電影短片及紀錄長片輔導金補助拍攝。

## 主要演員
- KIKI-哭泣的女孩
- 阮文萍-吃冰的女孩
- 蔣薇華-踢踏舞老師
- 陳碧珠-小叮噹女子
- 徐珪瑩-妹妹
- 何豪傑-哥哥
- 蔡少妹-賣鞋的女孩
- 于明珠-找鞋的女孩
- 黃心心-戀鞋底的女孩
- 李俊傑-收集內褲的男子
- Fa-買到破鞋的人
- 黃裕仁-天橋上拿鞋的男孩
- 張小虹-評論者
- 蔣文慈-設計師
- 鴻鴻-導演

## 獎項
| 獎項            | 獎項         | 受獎者   | 階段／結果 |
| --------------- | ------------ | -------- | ---------- |
| 第4屆台北電影獎 | 首獎         | 空中花園 | 提名       |
| 第4屆台北電影獎 | 美術及造型獎 |          | 獲獎       |

## 外部連結
- 開眼電影網上《空中花園》的資料（繁體中文）
- 香港影庫上《空中花園》的資料（繁體中文）
- 时光网上《空中花園》的資料（简体中文）
- 豆瓣电影上《空中花園》的資料 （简体中文）
- 互联网电影数据库（IMDb）上《空中花園》的资料（英文）